# Àguila rapaç
L'Àguila rapaç (Aquila rapax) és un ocell rapinyaire de la família dels accipítrids (Accipitridae). Tradicionalment considerada coespecífica de l'Àguila d'estepa (Aquila nipalensis), avui es consideren espècies de ple dret basant-se en diferències morfològiques i genètiques.
El seu estat de conservació es considera vulnerable.

## Morfologia
- És una àguila mitjana, que fa una llargària de 62 - 72 cm, amb una envergadura de 165 - 185 cm i un pes de 1.6 a 2.4 kg.
- Dors vermellós, amb plomes del vol i cua negres. Gropa molt clara.
- Semblant a l'àguila d'estepa, és més petita i més pàl·lida.
- Els joves són menys contrastats que els adults.

## Hàbitat i distribució
És una espècie en general sedentària, que habita zones obertes, des del desert fins a les sabanes, de la major part d'Àfrica, tant al nord com al sud del Sàhara i al sud-oest d'Àsia tropical, a l'Índia, Pakistan i sud de Nepal. Als Països Catalans només hi hauria una cita a Girona en 1960, que no va ser confirmada.

## Alimentació
Menja una gran varietat d'animals, aprofitant quan pot les carronyes fresques, però també pot matar per ella mateixa petits mamífers fins a la mida d'un conill, ocells fins a la mida de pintades, rèptils i encara peixos. També pot robar la pressa a un altre rapinyaire.

## Reproducció
Fa el niu amb pals, al damunt d'arbres espinosos, on pon 1-3 ous.

## Llistat de subespècies
Se n'han descrit tres subespècies:
- Aquila rapax rapax (Temminck) 1828, en general és la subespècie d'Àfrica subsahariana.
- Aquila rapax belisarius (Levaillant,J) 1850, d'Àfrica septentrional, Aràbia i nord d'Àfrica oriental fins al nord de Kenya.
- Aquila rapax vindhiana Franklin 1831. Pakistan, Índia i Nepal.